# Санфурш-Лапорт, Пьер
Пьер Санфурш-Лапорт (24 марта 1774, Сарла-ла-Канеда — 30 июня 1856, Париж) — французский юрист и писатель.

## Биография
Родился 24 марта 1774 года в Сарла-ла-Канеда.
В его основной работе, Le Nouveau Valin (1809), содержится ссылка на Рене Жозуэ Валина и его комментарии к Морскому указу 1681 года С 1832 по 1852 год он работал юристом в Кассационном суде в Брюсселе.
Умер 30 июня 1856 года в Бельвиле, Париж.